# 玉井詩織
玉井 詩織（たまい しおり、1995年6月4日 - ）は、日本のアイドル、歌手、タレント、女優。ももいろクローバーZのメンバー。イメージカラーは黄色。神奈川県出身。愛称は、しおりん。
ももいろクローバーZとしてのグループ活動、ソロでの音楽活動やテレビドラマ・舞台への出演。2018年にNHKの連続ドラマ『女子的生活』にメインキャストで出演。

## 人物像
機転が利き、様々な仕事を器用に遂行するため、グループのマネージメントを行う川上アキラからは「潜在能力があり、天才肌」と評されている。中学生の時には百人一首大会で2年連続で学年1位、高校生の時には描いた絵がNHKハート展に展示されたというエピソードもある。
所属するももいろクローバーZにおいてはスーパーサブと称される。

### 「ももクロの若大将」として
プロレスラー・ジャンボ鶴田の愛称になぞらえ、マネージャーが「ももクロの若大将」と命名した。事後承諾で、“若大将”の加山雄三からお墨付きをもった。加山同様に釣り好きであり、アジ、タイ、マグロなどの魚をさばくことが出来、スキューバダイビングのライセンスも保持している。
食べることが好きであり、かつて番組の企画でわんこそば93杯を平らげ、『第54回わんこそば全日本大会』にも出場した。ファミリーマートと『しおりんのまんぷく弁当』を共同開発したり、老舗洋食レストラン・五島軒のカレーセットをプロデュースしたこともある。

## 経歴・エピソード

### 「ももクロ」以前
兄が1人いる。
名前の由来はサザンオールスターズの「栞のテーマ」であり、字画が考慮され「詩織」となった。
幼少期には10年間英会話を習っており、その後もリスニング能力は維持している。一番好きで身についた習いごとは1、2年習っていた器械体操としており、後のキャリアにも活かされることとなる。
2005年（小学4年生の時）、スターダストプロモーションにスカウトされ芸能界に入る。
2006年から2007年（小学5年生から小学6年生）にかけてはジュニアアイドルとして活動し、女子小学生を専門としたジュニアアイドル雑誌のグラビアを飾る。

### 「ももクロ」結成〜
2008年3月、ももいろクローバー（後のももいろクローバーZ）の立ち上げ時にメンバーとなった。同時期には、同じ事務所のダンスユニット「piecees」にも所属していた。
当時のキャッチフレーズは「泣き虫で甘えん坊な、みんなの妹」だったが、2015年に成人を機に「ももクロの若大将」というキャッチフレーズへの変更がなされた。
元祖「若大将」の加山雄三からは、玉井のイメージカラーである黄色にペイントされたモズライト・ギターを贈呈されている。『加山雄三55周年記念 “ゴー！ゴー！若大将FESTIVAL”』にグループとして参加した際には、ギター演奏で共演。その際、加山から「桑田佳祐にも同じギターの真っ白なやつをプレゼントした」と伝えられ、プレッシャーからピックを落とすハプニングがあったものの、その後はミスなく演奏しきった。
全国ドームツアー（DOME TREK 2016）では、ピアノ演奏を初披露。当初は前奏だけの予定だったが、2曲をフルで弾ききった。
この時期にはイベントにMC（司会）として起用されるケースが目立ち、『GIRLS' FACTORY』や『スカパー!音楽祭』でその役目を果たした。
2015年、ももいろクローバーZ主演の青春映画『幕が上がる』においては、原作者で劇作家の平田オリザが、玉井の演技を最も高く評価した。「玉井さんは華がある。それは教えて身に付くものではないんです。目力も強くて、ぼんやりしてたかと思えば役に入ると視線が違う」と評した（第40回報知映画賞では、メンバー全員の演技が認められ特別賞が贈られた）。
2016年には、オムニバス映画『Anniversary アニバーサリー』で主演を務め、香取慎吾（当時SMAP）主演の単発ドラマにも起用された。
グループの中では百田夏菜子と親密な仲であることから、「ももたまい」というユニットを組んでおり、2人が結婚するという設定で『ももたまい婚』というタイトルのコンサートを同年に行っている。

### 「ももクロ」結成10周年〜
2018年には、NHKの連続ドラマ『女子的生活』にメインキャストで出演。また、アクロバットミュージカル「サムライ・ロック・オーケストラ」のキャストに抜擢され、ツアー最終日には補助無しでのバク転を成功させた。
ももいろクローバーZのレギュラー音楽番組『坂崎幸之助のももいろフォーク村NEXT』を2019年にソロワークとして引き継ぎ、『しおこうじ玉井詩織×坂崎幸之助のお台場フォーク村NEXT』が放送開始。歌や演奏を披露しつつ、MC（司会）としてゲストを迎える（不定期で、ももいろクローバーZの他のメンバーも登場）。
同年夏に大山阿夫利神社で開催されたイベント『神話を奏でる 大山一夜祭』には主役として出演し、生演奏に合わせた朗読を披露した。
2021年には、プロ野球開幕戦「西武 対 オリックス」の始球式を担当。グループ内では佐々木彩夏、高城れにと同じ神奈川県の出身であり、県の選定で東京オリンピックの聖火リレーのランナーに三人一組で選ばれた。新型コロナウイルスの感染拡大を受けて公道走行が中止となり、神奈川県最終日の点火セレモニーに参加した。
同年には、メインキャストとして出演し、自身初となる男性役を演じた映画『都会のトム&ソーヤ』が公開された。また、ももいろクローバーZのメンバーとして唯一「バラエティ出演数ランキング（女性タレント）」に名を連ねるほどにテレビ出演が増加。翌2022年には、『世界ふしぎ発見！ 観光魅力度No. 1！ 玉井詩織と行く日本が誇る国立公園』といったゴールデン番組も放送された。
自身が座長を務める『第2回 ももクロ一座 特別公演　大江戸ミュージカル「CHANGE THE FUTURE！～未来を変えろ～」』が、東京・明治座で2023年12月に上演された。

### 「ももクロ」結成15周年〜
2023年には『SHIORI TAMAI 12 Colors』と銘打ち、玉井詩織が決めたテーマに沿った衣装・シチュエーションで撮られた12シーンの写真を基に12曲の新曲を制作し、2024年にはそのプロジェクトを発展させた自身初のソロコンサートを開催した。また、単独での音楽フェスティバル出演を果たした。

## ソロコンサート・イベント
※太字のものはBlu-ray/DVDとして映像作品化されている
- 「いろいろ」-SHIORI TAMAI SOLO CONCERT at TOKYO INTERNATIONAL FORUM-（2024年3月2日・3月3日、東京国際フォーラム）
- 「いろいろ」-SHIORI TAMAI SOLO CONCERT at TOKYO INTERNATIONAL FORUM- 追加公演（2024年6月5日・6月6日、フェスティバルホール）
- ―30th Anniversary―SHIORI TAMAI SOLO CONCERT「Maison de Poupée」（2025年5月6日、日本武道館）

## ソロ出演

### テレビ

#### 音楽
- プレミアMelodiX!（2024年6月3日、テレビ東京）
- MUSIC FAIR（2025年5月10日、フジテレビ）

#### バラエティ
※レギュラー番組、不定期出演の番組、特別な役割をもって出演した番組のみ
- 世界ふしぎ発見!（2014年6月28日・11月1日・2015年2月28日・9月5日・11月7日・2016年8月6日・2019年11月23日・2021年2月13日・7月24日・9月18日・12月18日・2022年2月5日・6月11日・2024年2月24日、TBSテレビ） - 2回目の出演時に、全回答者で唯一の全問正解を達成。2022年にはミステリーハンターとして2回出演[31]
- スポーツLIFE HERO'S PLUS『世界空手2016オーストリア』（2016年11月6日深夜、フジテレビ） - スペシャルナビゲーター
- 沸騰ワード10（2019年5月10日・2020年10月2日・2021年6月11日・7月9日・7月23日・10月8日・2022年3月11日・10月28日、日本テレビ）
- ママプルパパプル（2019年7月6日 - 9月28日、日本テレビ） - レギュラー・ナレーター
- しおこうじ玉井詩織×坂崎幸之助のお台場フォーク村NEXT（2019年7月18日 - 、フジテレビNEXT）- レギュラーMC
- 長崎くんち2019（2019年10月7日、NHK Eテレ） - 解説者
- くりぃむクイズ ミラクル9（2021年1月20日・8月18日・11月3日・2022年6月12日、テレビ朝日）
- 今夜の旅はドラマチック（2021年3月7日、NHK BS4K） - ナレーター
- デカ盛りハンター（2021年3月12日・4月2日・5月25日、テレビ東京）
- 超速シッポとりバトル!モノノケハント（2021年3月29日、フジテレビ） - プレーヤーとして出演し18人中2位
- クイズハッカー（2021年5月21日深夜・5月28日深夜・6月4日深夜、日本テレビ）
- 潜在能力テスト（2021年7月27日・2022年8月2日、フジテレビ）
- リモートシェフ（2021年10月24日、BSフジ） - クッカーとして出演
- ラヴィット!（2022年1月21日・5月6日・6月22日・7月1日、TBSテレビ）
- ぐるぐるナインティナイン（2022年3月3日、フジテレビ） - コスプレーヤーとして出演
- 浜ちゃんが!（2022年4月27日・10月26日・11月2日、読売テレビ）
- ニンゲン観察バラエティ モニタリング（2022年3月11日・5月5日・5月12日・5月26日・6月9日・8月11日・8月25日・2023年1月5日・1月26日・2024年1月4日・4月11日・9月19日・12月5日・2025年3月20日、TBSテレビ）
- 爆買い☆スター恩返し（2022年9月23日・12月16日、フジテレビ）
- 船上トークバラエティ【船乗りプラネット】（2023年2月5日、MBS・TBSテレビ系列） - コックとして出演
- 関東大震災から100年 あす巨大地震が来たら（2023年9月1日、TBSテレビ）
- 5分でわかる理科スペシャル りかのワンダーランド（2024年3月20日・2025年2月24日、NHK Eテレ）
- 上田と女が吠える夜（2024年6月12日、日本テレビ）
- サバンナ高橋の、サウナの神さま（2025年3月15日、TOKYO MX）
- 火曜は全力!華大さんと千鳥くん（2025年5月20日、関西テレビ・フジテレビ）

#### ドラマ
- ストレンジャー〜バケモノが事件を暴く〜（2016年3月27日、テレビ朝日）- 西崎汐里 役
- ドラマ10 女子的生活（2018年1月5日 - 1月26日、NHK総合） - かおり 役[32]
- 漫画みたいにいかない。 第3話（2018年2月1日、日本テレビ） - アンモモ 役
- 都会のトム&ソーヤ ぼくらの砦（2021年7月16日 - 9月3日、AbemaTV） - ジュリアス・ワーナー 役[33]
- 東海テレビ開局65周年記念『ネバー・ギブアップ！～竹島水族館ものがたり～』（2023年1月3日、東海テレビ） - 大島静香 役
- お迎え渋谷くん 第7話（2024年5月14日 - 、関西テレビ・フジテレビ） - 水沢千夏 役
- あのクズを殴ってやりたいんだ（2024年10月8日 - 12月10日、TBS） - 新田撫 役[34]
- 孤独のグルメ特別編 それぞれの孤独のグルメ 第5話（2024年11月2日、テレビ東京） - 進藤由香里 役[35]

#### CM
- 日本マクドナルド「ハッピーセット」（2006年）
- 三菱UFJ信託銀行（幼少期）
- JUN「ROPE' PICNIC（ロペピクニック）」- 芳根京子と共演[36][37]
  - 2022SS「だれ と どこ いく？」篇 - ウェブ・TVCM（2022年4月22日 - ）
「撮りあいっこ」篇 - ウェブムービー

### 配信ドラマ
- さらば、銃よ 警視庁特別銃装班 第3話（2023年4月14日、Lemino） - 貝原恭子 役[38]
- あの夜を許してやりたいんだ（2024年11月12日 - 12月10日、TVer） - 新田撫 役[39]

### ラジオ
- 大原櫻子のオールナイトニッポン0（2014年6月9日、ニッポン放送） - 互いにファンであることがきっかけで共演
- ミュ〜コミ+プラス（2016年12月5日深夜・2020年6月9日深夜、ニッポン放送）
- JA全農COUNT DOWN JAPAN（2019年5月25日、TOKYO FM）
- 東京03の好きにさせるかッ!（2019年8月8日、NHKラジオ第一）
- 坂本美雨のディアフレンズ（2019年12月10日、TOKYO FM）
- 祝日も！らじるラボ（2020年7月23日、NHKラジオ第一）
- Tresen（2021年2月18日、FMヨコハマ）
- あしたの音楽（2021年2月19日・26日、bayfm）
- ニッポン放送ショウアップナイター 西武×阪神（2021年5月29日、ニッポン放送）
- レコメン!（2022年5月18日、文化放送）
- ナイツ ザ・ラジオショー（2022年8月24日、ニッポン放送）
- 太田胃散 presents Friday Night Party『SHIORI TAMAI 12 colors』（2023年2月3日・2月10日・2月17日・2月24日、TOKYO FM）
- FAV FOUR（2024年6月12日、NACK5）

### 映画
- Anniversary アニバーサリー（2016年） - オムニバス形式で、玉井は「ハッピーバースデー」の主演
- 都会のトム&ソーヤ（2021年） - ジュリアス・ワーナー 役

### 舞台
- 東京03主宰『FROLIC A HOLIC』（2018年）
- サムライ・ロック・オーケストラ『マッスルファンタジー オズの魔法使い』（2018 - 2019年）
- 漫画みたいにいかない。第2巻（2019年）
- 三宅裕司主宰『新橋演舞場シリーズ第9弾「東京喜劇「熱海五郎一座」』（2023年）
- 音楽劇『謎解きはディナーのあとで』（2025年公演予定） - 宝生麗子 役[40]

### 音楽イベント
- 風とロック芋煮会2024（2024年9月8日、開成山公園）
- 京都音楽博覧会2024 in 梅小路公園（2024年10月13日、京都梅小路公園）
- 玉井詩織 Billboard Live Tour 2024（2024年11月26日、ビルボードライブ横浜・11月28日、ビルボードライブ大阪）
- Dear BEATLES 2025（2025年3月9日、昭和女子大学人見記念講堂）
- 中森明菜トリビュートナイト！（2025年5月1日、LINE CUBE SHIBUYA）
- 昭和100年シンフォニック歌謡祭（2025年6月21日、すみだトリフォニーホール）

### イベントMC
- GIRLS' FACTORY DAY1（2015年8月3日）
- スカパー!音楽祭（2016年2月28日）
- ライブスタイルダンジョン（2019年5月24日）
- ライブスタイルダンジョン Vol.2（2019年10月3日）
- 日比谷音楽祭2024（2024年6月9日）

### その他
- Sho→Boh ショーボー Vol.3(海王社、2006年)
- Sho→Boh ショーボー Vol.6(海王社、2007年)
- 矢井田瞳『I Love You の 形』ミュージック・ビデオ（2007年）
- Chu→Boh チューボー Vol.38(海王社、2010年)
- Chu→Boh チューボー Vol.42(海王社、2011年)
- コラボ商品『しおりんのまんぷく弁当』（2013年・期間限定、ファミリーマート）
- 新聞記事『幕が上がる』玉井詩織インタビュー（2015年2月23日、新潟日報）
- 新聞コラム「かぞくの肖像」（2015年4月9日、朝日新聞 夕刊）
- 神奈川県・逗子警察署 一日警察署長（2017年4月13日）
- イベント『Cloud Days 2017 × 日経エンタテインメント!』
- 京都府警察 一日生活安全部長（2017年2月10日）
- 東京都・千住警察署 一日警察署長（2017年10月14日）
- イベント『杉並区立児童青少年センター  すぎなみ安全・安心セッション』（2017年）
- 富山県・黒部消防署 一日消防署長（2018年11月9日）
- 九州国立博物館『特別展 室町将軍』オフィシャルサポーター（2019年）
- 神奈川県マグカル推進事業『神話を奏でる 大山一夜祭』（2019年）
- 新聞コラム「K-Person」（2018年7月21日、神奈川新聞）
- 新聞記事「種子島生まれの『ももクロ』玉井詩織 来月、桜島『ヘス』に初出演」（2019年9月15日、南日本新聞）
- ネット配信番組（17LIVE）『カジサックよ、君はUFOをみたか？』（2020年）
- ネット配信番組『BANDAI×BN Pictures Festival』（2020年）
- プロ野球開幕戦「西武 対 オリックス」始球式（2021年）
- 東京都・蒲田警察署 一日警察署長（2021年3月28日）
- 美容雑誌『MAQUIA』モデル(集英社、2021年〜)
- テレビ朝日イベント『光と星のメタバース六本木』（2022年）
- 英会話番組テキスト『英会話タイムトライアル』2024年2月号・3月号（NHK出版、2024年）
- 美容雑誌『美的』モデル(小学館、2024年〜)
- AFCアジア最終予選 バーレーンvs日本 ライブ配信 FANZONE ゲスト出演（DAZN、2024年9月10日）
- 内田篤人のFOOTBALL TIME #200（DAZN、2024年9月19日）
- AFCアジア最終予選 インドネシアvs日本 ライブ配信 FANZONE ゲスト出演（DAZN、2024年11月15日）
- AFCアジア最終予選 中国vs日本 ライブ配信 FANZONE ゲスト出演（DAZN、2024年11月19日）
- 内田篤人のFOOTBALL TIME #223（DAZN、2025年3月13日）
- 内田篤人のFOOTBALL TIME #224（DAZN、2025年3月20日）
- OWNDAYS メガネ記事広告 モデル（2025年、ファッション誌mina）

## 作品

### アルバム
- colorS（2024年6月4日）

### ソロ曲
- …愛ですか?（2011年）
- 涙目のアリス（2012年）
- 風の谷のナウシカ（2023年）
- SHIORI TAMAI 12 Colors（ソロプロジェクト、2023年） -  2022年よりファンクラブ会員限定で配信していたデジタルコンテンツの写真の世界観を元に楽曲を制作し、12ヶ月連続でデジタルリリース
  - 暁（1月） - 作詞：こだまさおり / 作曲：Kon-K・佐藤樹 / 編曲：SiZK
  - Another World（2月） - 作詞：AKIRA / 作曲：岩見直明 / 編曲：設楽哲也
  - 日常（3月） - 作詞：矢吹香那 / 作曲・編曲：今村良太
  - Eyes on me（4月） - 作詞：Kanata Okajima / 作曲：山本玲史 / 編曲：伊藤立
  - Spicy Girl（5月） - 作詞・作曲・編曲：TeddyLoid
  - 泣くな向日葵（6月） - 作詞・作曲：コアラモード. / 編曲：小幡康裕
  - HAPPY-END（7月） - 作詞：つむぎしゃち/作曲・編曲：大西克巳(Blue Bird's Nest)
  - マリンブルー（8月） - 作詞・作曲：miwa / 編曲：馬渕直純
  - Sepia（9月） - 作詞：玉井詩織 / 作曲・編曲：Mitsu J.
  - 宝石（10月） - 作詞・作曲：志磨遼平 / 編曲：春野
  - ベルベットの森（11月） - 作詞・作曲・編曲：亀田誠治
  - We Stand Alone（12月） - 作詞・作曲：TAKURO / 編曲：GLAY・亀田誠治
  - Shape(最終章、2024年2月23日) - 作詞・作曲：及川千春（鋭児)）／ 編曲：及川千春（鋭児）、近谷直之
- 君に100個伝えたいことがあるんだ（2025年） -作詞・作曲：柴田隆浩(忘れらんねえよ) / 編曲：柴田隆浩(忘れらんねえよ) ・ 久下真音
- まわるきもち（2025年）-作詞・作曲：玉置周啓 / 編曲：MONO NO AWARE

### ユニット曲
- ももたまい - 百田夏菜子（ももいろクローバーZ）とのユニット
  - シングルベッドはせまいのです（2012年）
  - Ring the Bell（2016年、配信限定） - 作詞・作曲・編曲：ツキダタダシ
  - 夜更けのアモーレ（2016年、配信限定） - 作詞：zopp / 作曲：Shusui・木村篤史 / 編曲：木村篤史・Alan de boo
  - 恋のフーガ（2016年） - ザ・ピーナッツの曲をカバー。アルバム『ザ・ピーナッツ トリビュート・ソングス』に収録

- KAMOSHIKA - 美脚をテーマにしたユニットで、他のメンバーは事務所後輩の星名美怜・彩木咲良・高井千帆・坂井仁香・森青葉・橘花怜
  - CatWalk（2018年、配信限定） - 作詞・作曲：浅利進吾 / 編曲：CMJK

- 玉井詩織×ドレスコーズ×TeddyLoid
  - コミック雑誌なんかいらない（2019年、配信限定）

- しおこうじ - 歌番組『しおこうじ玉井詩織×坂崎幸之助のお台場フォーク村NEXT』発の坂崎幸之助（THE ALFEE）とのユニット
  - 歌はどこへ行ったの（2021年、未音源化） - 作詞：田口俊 / 作曲：杉真理
  - 優しい風（2021年、未音源化） - 作詞：加藤いづみ / 作曲：宗本康兵

### Blu-ray/DVD
- ももたまい婚（2016年開催、2017年発売）

ももたまい（百田夏菜子＋玉井詩織）によるユニットコンサート。当初は「ももたまいコン」だったが、ファンがSNS上で「ももたまい婚」だと盛り上がったことから、そのタイトルで結婚披露宴をテーマにすることが決まった。大安の日である当日には、多くのファンもフォーマルな装いで来場し、“エア”乾杯用のコップや引き出物のお皿なども配られた。

## 書籍

### 写真集
- 「たまゆら」（2025年8月27日、SDP）ISBN 978-4-910528-66-3[41]
- 「しおどき」（2025年8月27日、SDP）ISBN 978-4-910528-67-0